# Ledger
Um ledger é o principal arquivo de computador para registro e totalização de transações econômicas medidas em termos de uma unidade monetária de conta por tipo de conta, com débitos e créditos em colunas separadas e um saldo monetário inicial e saldo final de dois balanços.

## Visão Geral
O ledger é um registro compartilhado de informações, a exemplo um livro caixa de um banco, um livro onde fica registrados todas as transações financeiras feitas em um banco, o ledger seria um local onde ficam registradas as transações feitas por criptomoedas no modo geral. A tecnologia existe há algum tempo e foi aprimorado pelo criador da bitcoin, o empresário conhecido pelo pseudônimo de Satoshi Nakamoto.

## Formatos de Ledgers
- Livro físico:

Este tipo de Ledger é composto de papel. Pode ser tocado fisicamente. Os Ledgers foram inventados há vários séculos e isso costumava ser a única forma disponível até a adoção generalizada de computadores, em meados do século XX.
- Livro digital:

Esse tipo de Ledger é um arquivo digital, ou coleção de arquivos, ou um banco de dados. Ele pode ser manipulado apenas por meio de programas de computador, uma vez que não tem uma forma física. Como é o caso do usado no sistema de Blockchain.

## Segurança
A utilização dos ledgers tem como principal finalidade garantir seguridade na transação. O sistema garante nível máximo de segurança para projetos de blockchain, isso porque todos os dados transitados pela rede e pelos sistemas são criptografados. Aqui estão alguns motivos que garantem comodidade ao utilizar o sistema Blockchain:
- Ledger distribuído: o livro razão, sistema de registro das transações e blocos, é compartilhado por toda a rede e todos podem ver;
- Privacidade: é possível garantir a visibilidade adequada para a rede, já que as transações conseguem ser verificáveis. O termo “adequado” é importante; no bitcoin, todas as informações da transação são públicas. No blockchain, partes sensíveis do ledger podem ser ocultadas (como o endereço de alguém), sem prejudicar a verificação do bloco;
- Contrato inteligente: um documento que não pode ser alterado depois de escrito. É possível firmar contratos e autorizar (ou não) transações de acordo com os termos estabelecidos;
- Consenso: as transações são verificadas pelos participantes da rede e não podem ser fraudadas;[5]